# Festival del cinema arabo di Malmö
Il Festival del cinema arabo di Malmö (MAFF) è un festival cinematografico competitivo e itinerante dedicato all'industria cinematografica araba. Ogni anno, in autunno, alcune città della Svezia ospitano una rassegna cinematografica della durata di cinque giorni, al termine della quale si svolge nella città di Malmö la cerimonia di assegnazione premi.

## Storia
Il festival nasce da un'idea del regista palestinese Mouhamad Keblawi, cresciuto in Siria e naturalizzato in Svezia. La prima edizione del festival si svolse nel 2011. Lo scopo del festival è la promozione e lo sviluppo della cultura cinematografica araba, intesa come strumento di integrazione e di pace.

## Caratteristiche
La rassegna cinematografica presenta circa 120 film. I film interessati che rispondano ai requisiti previsti dal regolamento inviano la propria candidatura gratuita entro il mese di maggio. Possono partecipare produzioni o co-produzioni provenienti dai territori arabi realizzati nell'anno antecedente ma non ancora proiettati nelle sale cinematografiche svedesi. Nel programma del festival sono presenti incontri culturali, laboratori di cinema, percorsi formativi, forum, un evento dedicato alle donne arabe e, dal 2015, uno spazio dedicato al mercato cinematografico riservato ai compratori internazionali (MAFF Market Forum).

## I premi
Il festival presenta quattro categorie di competizioni: la short film competition (cortometraggi), la documentary competition (film documentari), la shorth documentary competition (documentari brevi), e la feature competition (lungometraggi). Nella feature competition, oltre al miglior film, viene premiato il miglior regista, il miglior attore, la migliore attrice e la miglior sceneggiatura. Premi speciali del pubblico vengono assegnati al miglior film e al miglior documentario. Le statuette sono trofei in cristallo con il simbolo di una renna.

## I vincitori
Miglior film
- - 2011:  Messages from the Sea, regia di Daoud Abdel Sayed (Egitto)
  - 2012: Cairo Exit, regia di Hesham Issawi (Egitto, Emirati Arabi Uniti)
  - 2013: Blind Intersections, regia di Lara Saba (Libano)
  - 2014: Adiós Carmen, regia di Mohamed Amin Benamraoui (Marocco)
  - 2015: Theeb, regia di Naji Abu Nowar (Giordania)
  - 2016: 3000 Nights, regia di Mai Masri (Palestina)
  - 2017: Ali, The Goat And Ibrahim, regia di Sharif Bandari (Egitto)
  - 2018: Wajib - Invito al matrimonio, regia di Annemarie Jacir (Palestina)
  - 2019: Exterior/Night, regia di Ahmad Abdalla (Egitto)
  - 2020: A Son, regia di Mehdi Barsaoui (Tunisia)
  - 2021: The Man Who Sold His Skin, regia di Kaouther Ben Hania (Tunisia, Francia)

Miglior regia
- - 2013: Maggie Morgan per Asham: a man called Hope (Egitto)
  - 2014: Hany Abu-Assad per Omar (Palestina)
  - 2015: Amin Dora per Ghadi (Libano)
  - 2016: Lotfi Bouchouchi per The Well (Algeria)
  - 2017: Lotfi Achour per Burning Hope (Tunisia)
  - 2018: Mohamed Al-Daradji per The Journey (Iraq)
  - 2019: Bahij Hojeij per Good Morning (Libano)
  - 2020: Amjad Abu Alala per You Will Die at Twenty (Sudan)
  - 2021: Abdulaziz Alshlahei per The Tambour of Retribution (Arabia Saudita)

Miglior attore
- - 2011: Asser Yassin per Messages from the Sea (Egitto)
  - 2012: Amine Ennaji per The Forgotten (Marocco)
  - 2013: Basse Samra per After the Battle (Egitto)
  - 2014: Adam Bakri per Omar (Palestina)
  - 2015: Nour El Sherif per Cairo Time (Egitto)
  - 2016: Ashraf Barhom per Al munataf (Israele)
  - 2017: Azelarab Kaghat per Hayat (Marocco)
  - 2018: Ali Yahyaoui per Benzine
  - 2019: Ahmed Hafiane per Fatwa
  - 2020: Mohamed Hatem per When We're Born
  - 2021: Salim Dau per Gaza mon amour

Miglior attrice
- - 2011:  Julia Kassar per Here Comes the Rain (Libano)
  - 2012: Nelly Karim per Cairo 678 (Les Femmes du bus 678) (Libano)
  - 2013: Waad Mohammed per Wajda (Arabia Saudita)
  - 2014: Yasmin Raeis per Factory Girl (Egitto)
  - 2015:
  - 2016: Menna Shalabi per Nawara (Egitto)
  - 2017: Anissa Daoud per Burning Hope (Tunisia)
  - 2018: Zahraa Ghandour per The Journey
  - 2019: Fatima Attif per The Healer (La Guérisseuse)
  - 2020: Najla Ben Abdallah per A Son
  - 2021: Naima Lemcherki per Autumn of Apple Trees